# Hráčské statistiky Kim Clijstersové

Kim Clijstersová v Eastbourne, 2010

Hráčské statistiky Kim Clijstersové představují herní statistiky belgické tenistky Kim Clijstersové, která byla na profesionálních okruzích aktivní od srpna 1997 až do září 2012, kdy podruhé ukončila svou kariéru. Během ní se stala světovou jedničkou ve dvouhře i ve čtyřhře. Navíc byla k sezóně 2013 jednou ze šesti hráček historie, které opanovaly čelo singlového i deblového žebříčku současně. Na okruhu WTA vyhrála 41 singlových a 11 deblových turnajů. V rámci okruhu ITF pak získala po třech vítězstvích ve dvouhře i čtyřhře.
Na nejvyšší grandslamové úrovni slavila tři singlové tituly z US Open a jeden na Australian Open. K nim přidala po jedné výhře v soutěži ženské čtyřhry na French Open a ve Wimbledonu. Všechna tři finále na Turnaji mistryň ve dvouhře vyhrála, jediné ve čtyřhře pak prohrála.

## Finále velkých turnajů

### Grand Slam

#### Ženská dvouhra: 8 (4–4)
| Stav       | Rok  | Turnaj          | Povrch | Soupeřka ve finále   | Výsledek        |
| ---------- | ---- | --------------- | ------ | -------------------- | --------------- |
| Finalistka | 2001 | French Open     | antuka | Jennifer Capriatiová | 6–1, 4–6, 10–12 |
| Finalistka | 2003 | French Open (2) | antuka | Justine Heninová     | 0–6, 4–6        |
| Finalistka | 2003 | US Open         | tvrdý  | Justine Heninová     | 5–7, 1–6        |
| Finalistka | 2004 | Australian Open | tvrdý  | Justine Heninová     | 3–6, 6–4, 3–6   |
| Vítězka    | 2005 | US Open         | tvrdý  | Mary Pierceová       | 6–3, 6–1        |
| Vítězka    | 2009 | US Open (2)     | tvrdý  | Caroline Wozniacká   | 7–5, 6–3        |
| Vítězka    | 2010 | US Open (3)     | tvrdý  | Věra Zvonarevová     | 6–2, 6–1        |
| Vítězka    | 2011 | Australian Open | tvrdý  | Li Na                | 3–6, 6–3, 6–3   |

#### Ženská čtyřhra: 3 (2–1)
| Stav       | Rok  | Turnaj      | Povrch | Spoluhráčka   | Soupeřky ve finále                          | Výsledek      |
| ---------- | ---- | ----------- | ------ | ------------- | ------------------------------------------- | ------------- |
| Finalistka | 2001 | Wimbledon   | tráva  | Ai Sugijamová | Lisa Raymondová Rennae Stubbsová            | 4–6, 3–6      |
| Vítězka    | 2003 | French Open | antuka | Ai Sugijamová | Virginia Ruanová Pascualová Paola Suárezová | 6–7, 6–2, 9–7 |
| Vítězka    | 2003 | Wimbledon   | tráva  | Ai Sugijamová | Virginia Ruanová Pascualová Paola Suárezová | 6–4, 6–4      |

#### Smíšená čtyřhra: 1 (0–1)
| Stav       | Rok  | Turnaj    | Povrch | Spoluhráč      | Soupeři ve finále             | Výsledek      |
| ---------- | ---- | --------- | ------ | -------------- | ----------------------------- | ------------- |
| Finalistka | 2000 | Wimbledon | tráva  | Lleyton Hewitt | Kimberly Poová Donald Johnson | 4–6, 6–7(3–7) |

### WTA Tour Championships

#### Dvouhra: 3 (3–0)
| Stav    | Rok  | Turnaj      | Povrch    | Soupeřka ve finále | Výsledek      |
| ------- | ---- | ----------- | --------- | ------------------ | ------------- |
| Vítězka | 2002 | Los Angeles | tvrdý (h) | Serena Williamsová | 7–5, 6–3      |
| Vítězka | 2003 | Los Angeles | tvrdý (h) | Amélie Mauresmová  | 6–2, 6–0      |
| Vítězka | 2010 | Dauhá       | tvrdý     | Caroline Wozniacká | 6–3, 5–7, 6–3 |

#### Čtyřhra: 1 (0–1)
| Stav       | Rok  | Turnaj      | Povrch | Spoluhráčka   | Soupeřky ve finále                          | Výsledek      |
| ---------- | ---- | ----------- | ------ | ------------- | ------------------------------------------- | ------------- |
| Finalistka | 2003 | Los Angeles | tvrdý  | Ai Sugijamová | Virginia Ruanová Pascualová Paola Suárezová | 4–6, 6–3, 3–6 |

### Finále turnajů kategorie Tier I/Premier 5/Premier Mandatory

#### Dvouhra: 10 (7–3)
| Stav       | Rok  | Turnaj           | Povrch | Soupeřka ve finále           | Výsledek           |
| ---------- | ---- | ---------------- | ------ | ---------------------------- | ------------------ |
| Finalistka | 2001 | Indian Wells     | tvrdý  | Serena Williamsová           | 4–6, 6–4, 6–2      |
| Vítězka    | 2003 | Indian Wells     | tvrdý  | Lindsay Davenportová         | 6–4, 7–5           |
| Finalistka | 2003 | Berlín           | antuka | Justine Heninová-Hardenneová | 6–4, 4–6, 7–5      |
| Vítězka    | 2003 | Řím              | antuka | Amélie Mauresmová            | 3–6, 7–6(7–3), 6–0 |
| Vítězka    | 2005 | Indian Wells (2) | tvrdý  | Lindsay Davenportová         | 6–4, 4–6, 6–2      |
| Vítězka    | 2005 | Miami            | tvrdý  | Maria Šarapovová             | 6–3, 7–5           |
| Vítězka    | 2005 | Toronto          | tvrdý  | Justine Heninová-Hardenneová | 7–5, 6–1           |
| Finalistka | 2006 | San Diego        | tvrdý  | Maria Šarapovová             | 7–5, 7–5           |
| Vítězka    | 2010 | Miami (2)        | tvrdý  | Venus Williamsová            | 6–2, 6–1           |
| Vítězka    | 2010 | Cincinnati       | tvrdý  | Maria Šarapovová             | 2–6, 7–6(7–4), 6–2 |

#### Čtyřhra: 3 (1–2)
| Stav       | Rok  | Turnaj       | Povrch      | Spoluhráčka   | Soupeřky ve finále                          | Výsledek      |
| ---------- | ---- | ------------ | ----------- | ------------- | ------------------------------------------- | ------------- |
| Finalistka | 2003 | Indian Wells | tvrdý       | Ai Sugijamová | Lindsay Davenportová Lisa Raymondová        | 3–6, 6–4, 6–1 |
| Finalistka | 2003 | Berlín       | antuka      | Ai Sugijamová | Virginia Ruanová Pascualová Paola Suárezová | 6–3, 4–6, 6–4 |
| Vítězka    | 2003 | Curych       | koberec (h) | Ai Sugijamová | Virginia Ruanová Pascualová Paola Suárezová | 7–6, 6–2      |

## Finálové účasti na turnajích WTA Tour
| Legenda                                      |
| -------------------------------------------- |
| D – dvouhra; Č – čtyřhra                     |
| Grand Slam (4–4 D; 2–1 Č)                    |
| WTA Tour Championships (3–0 D; 0–1 Č)        |
| Premier Mandatory & Premier 5 (7–3 D; 1–2 Č) |
| Premier (18–9 D; 5–3 Č)                      |
| International (9–3 D; 3–2 Č)                 |

| Finále dle povrchu     |
| ---------------------- |
| Tvrdý (31–11 D; 7–5 Č) |
| Tráva (2–1 D; 1–2 Č)   |
| Antuka (3–3 D; 2–1 Č)  |
| Koberec (5–4 D; 1–1 Č) |

### Dvouhra: 60 (41–19)
| Stav       | Č.  | Datum             | Turnaj                                | Povrch    | Soupeřka ve finále       | Výsledek           |
| ---------- | --- | ----------------- | ------------------------------------- | --------- | ------------------------ | ------------------ |
| Vítězka    | 1.  | 20. září 1999     | Lucemburk, Lucembursko                | koberec   | Dominique Monamiová      | 6–2, 6–2           |
| Finalistka | 1.  | 18. října 1999    | Bratislava, Slovensko                 | tvrdý     | Amélie Mauresmová        | 6–3, 6–3           |
| Vítězka    | 2.  | 10. ledna 2000    | Hobart, Austrálie                     | tvrdý     | Chanda Rubinová          | 2–6, 6–2, 6–2      |
| Finalistka | 2.  | 8. října 2000     | Filderstadt, Německo                  | koberec   | Martina Hingisová        | 6–0, 6–3           |
| Vítězka    | 3.  | 30. října 2000    | Lipsko, Německo                       | koberec   | Jelena Lichovcevová      | 7–6(8–6), 4–6, 6–4 |
| Finalistka | 3.  | 17. března 2001   | Indian Wells, Spojené státy           | tvrdý     | Serena Williamsová       | 4–6, 6–4, 6–2      |
| Finalistka | 4.  | 28. května 2001   | French Open, Paříž, Francie           | antuka    | Jennifer Capriatiová     | 1–6, 6–4, 12–10    |
| Finalistka | 5.  | 18. června 2001   | s-Hertogenbosch, Nizozemsko           | tráva     | Justine Heninová         | 6–4, 3–6, 6–3      |
| Vítězka    | 4.  | 23. července 2001 | Stanford, Spojené státy               | tvrdý     | Lindsay Davenportová     | 6–4, 6–7(5–7), 6–1 |
| Vítězka    | 5.  | 24. září 2001     | Lipsko, Německo (2)                   | koberec   | Magdalena Malejevová     | 6–1, 6–1           |
| Vítězka    | 6.  | 22. října 2001    | Lucemburk, Lucembursko (2)            | tvrdý     | Lisa Raymondová          | 6–2, 6–2           |
| Vítězka    | 7.  | 29. dubna 2002    | Hamburk, Německo                      | antuka    | Venus Williamsová        | 1–6, 6–3, 6–4      |
| Finalistka | 6.  | 22. července 2002 | Stanford, Spojené státy               | tvrdý     | Venus Williamsová        | 6–3, 6–3           |
| Finalistka | 7.  | 22. září 2002     | Tokio, Japonsko                       | tvrdý     | Serena Williamsová       | 2–6, 6–3, 6–3      |
| Vítězka    | 8.  | 7. října 2002     | Filderstadt, Německo                  | tvrdý     | Daniela Hantuchová       | 4–6, 6–3, 6–4      |
| Vítězka    | 9.  | 21. října 2002    | Lucemburk, Lucembursko (3)            | Hard      | Magdalena Malejevová     | 6–1, 6–2           |
| Vítězka    | 10. | 4. listopadu 2002 | Turnaj mistryň, Los Angeles, USA      | tvrdý     | Serena Williamsová       | 7–5, 6–3           |
| Vítězka    | 11. | 6. ledna 2003     | Sydney, Austrálie                     | tvrdý     | Lindsay Davenportová     | 6–4, 6–3           |
| Finalistka | 8.  | 10. února 2003    | Antverpy, Belgie                      | koberec   | Venus Williamsová        | 6–2, 6–4           |
| Finalistka | 9.  | 2. března 2003    | Scottsdale, Spojené státy             | tvrdý     | Ai Sugijamová            | 3–6, 7–5, 6–4      |
| Vítězka    | 12. | 9. března 2003    | Indian Wells, Spojené státy           | tvrdý     | Lindsay Davenportová     | 6–4, 7–5           |
| Finalistka | 10. | 5. května 2003    | Berlín, Německo                       | antuka    | Justine Heninová         | 6–4, 4–6, 7–5      |
| Vítězka    | 13. | 12. května 2003   | Řím, Itálie                           | antuka    | Amélie Mauresmová        | 3–6, 7–6(7–3), 6–0 |
| Finalistka | 11. | 26. května 2003   | French Open, Paříž, Francie           | antuka    | Justine Heninová         | 6–0, 6–4           |
| Vítězka    | 14. | 16. června 2003   | 's-Hertogenbosch, Nizozemsko          | tráva     | Justine Heninová         | 6–7(4–7), 3–0skreč |
| Vítězka    | 15. | 21. července 2003 | Stanford, Spojené státy               | tvrdý     | Jennifer Capriatiová     | 4–6, 6–4, 6–2      |
| Finalistka | 12. | 28. července 2003 | San Diego, Spojené státy              | tvrdý     | Justine Heninová         | 3–6, 6–2, 6–3      |
| Vítězka    | 16. | 4. srpna 2003     | Los Angeles, Spojené státy (3)        | tvrdý     | Lindsay Davenportová     | 6–1, 3–6, 6–1      |
| Finalistka | 13. | 25. srpna 2003    | US Open, New York, Spojené státy      | tvrdý     | Justine Heninová         | 7–5, 6–1           |
| Vítězka    | 17. | 6. října 2003     | Filderstadt, Německo                  | tvrdý     | Justine Heninová         | 5–7, 6–4, 6–2      |
| Vítězka    | 18. | 20. října 2003    | Lucemburk, Lucembursko (4)            | tvrdý     | Chanda Rubinová          | 6–2, 7–5           |
| Vítězka    | 19. | 3. listopadu 2003 | Turnaj mistryň, Los Angeles, USA      | tvrdý     | Amélie Mauresmová        | 6–2, 6–0           |
| Finalistka | 14. | 19. ledna 2004    | Australian Open, Melbourne, Austrálie | tvrdý     | Justine Heninová         | 6–3, 4–6, 6–3      |
| Vítězka    | 20. | 9. února 2004     | Paříž, Francie                        | koberec   | Mary Pierceová           | 6–2, 6–1           |
| Vítězka    | 21. | 16. února 2004    | Antverpy, Belgie                      | koberec   | Silvia Farinaová Eliaová | 6–3, 6–0           |
| Vítězka    | 22. | 7. března 2005    | Indian Wells, Spojené státy (2)       | tvrdý     | Lindsay Davenportová     | 6–4, 4–6, 6–2      |
| Vítězka    | 23. | 23. března 2005   | Miami, Spojené státy                  | tvrdý     | Maria Šarapovová         | 6–3, 7–5           |
| Vítězka    | 24. | 13. června 2005   | Eastbourne, Spojené království        | tráva     | Věra Duševinová          | 7–5, 6–0           |
| Vítězka    | 25. | 1. srpna 2005     | Stanford, Spojené státy (3)           | tvrdý     | Venus Williamsová        | 7–5, 6–2           |
| Vítězka    | 26. | 8. srpna 2005     | Los Angeles, Spojené státy (2)        | tvrdý     | Daniela Hantuchová       | 6–4, 6–1           |
| Vítězka    | 27. | 15. srpna 2005    | Toronto, Kanada                       | tvrdý     | Justine Heninová         | 7–5, 6–1           |
| Vítězka    | 28. | 10. září 2005     | US Open, New York, Spojené státy      | tvrdý     | Mary Pierceová           | 6–3, 6–1           |
| Vítězka    | 29. | 2. října 2005     | Lucemburk, Lucembursko (5)            | tvrdý     | Anna-Lena Grönefeldová   | 6–2, 6–4           |
| Vítězka    | 30. | 30. října 2005    | Hasselt, Belgie                       | tvrdý     | Francesca Schiavoneová   | 6–2, 6–3           |
| Finalistka | 15. | 19. února 2006    | Antverpy, Belgie                      | koberec   | Amélie Mauresmová        | 3–6, 6–3, 6–3      |
| Vítězka    | 31. | 7. května 2006    | Varšava, Polsko                       | antuka    | Světlana Kuzněcovová     | 7–5, 6–2           |
| Vítězka    | 32. | 30. července 2006 | Stanford, Spojené státy (4)           | tvrdý     | Patty Schnyderová        | 6–4, 6–2           |
| Finalistka | 16. | 6. srpna 2006     | San Diego, Spojené státy              | tvrdý     | Maria Šarapovová         | 7–5, 7–5           |
| Vítězka    | 33. | 5. listopadu 2006 | Hasselt, Belgie (2)                   | tvrdý     | Kaia Kanepiová           | 6–3, 3–6, 6–4      |
| Vítězka    | 34. | 12. ledna 2007    | Sydney, Austrálie (2)                 | tvrdý     | Jelena Jankovićová       | 4–6, 7–6(7–1), 6–4 |
| Finalistka | 17. | 18. února 2007    | Antverpy, Belgie (2)                  | koberec   | Amélie Mauresmová        | 6–4, 7–6(7–4)      |
| Vítězka    | 35. | 13. září 2009     | US Open, New York, Spojené státy (2)  | tvrdý     | Caroline Wozniacká       | 7–5, 6–3           |
| Vítězka    | 36. | 9. ledna 2010     | Brisbane, Austrálie                   | tvrdý     | Justine Heninová         | 6–3, 4–6, 7–6(8–6) |
| Vítězka    | 37. | 3. dubna 2010     | Miami, Spojené státy (2)              | tvrdý     | Venus Williamsová        | 6–2, 6–1           |
| Vítězka    | 38. | 15. srpna 2010    | Cincinnati, Spojené státy             | tvrdý     | Maria Šarapovová         | 2–6, 7–6(7–4), 6–2 |
| Vítězka    | 39. | 11. září 2010     | US Open, New York, Spojené státy (3)  | tvrdý     | Věra Zvonarevová         | 6–2, 6–1           |
| Vítězka    | 40. | 31. října 2010    | Turnaj mistryň, Dauhá, Katar (3)      | tvrdý     | Caroline Wozniacká       | 6–3, 5–7, 6–3      |
| Finalistka | 18. | 14. ledna 2011    | Sydney, Austrálie                     | tvrdý     | Li Na                    | 7–6(7–3), 6–3      |
| Vítězka    | 41. | 29. ledna 2011    | Australian Open, Melbourne, Austrálie | tvrdý     | Li Na                    | 3–6, 6–3, 6–3      |
| Finalistka | 19. | 13. února 2011    | Paříž, Francie                        | tvrdý (h) | Petra Kvitová            | 6–4, 6–3           |

### Čtyřhra: 20 (11–9)
| Stav       | Č.  | Datum              | Turnaj                                     | Povrch  | Spoluhráčka            | Soupeřky ve finále                                | Výsledek                |
| ---------- | --- | ------------------ | ------------------------------------------ | ------- | ---------------------- | ------------------------------------------------- | ----------------------- |
| Vítězka    | 1.  | 27. října 1999     | Bratislava, Slovensko                      | tvrdý   | Laurence Courtoisová   | Olga Barabanščikovová Lilia Osterlohová           | 6–2, 3–6, 7–5           |
| Finalistka | 1.  | 16. ledna 2000     | Hobart, Austrálie                          | tvrdý   | Alicia Moliková        | Rita Grandeová Émilie Loitová                     | 6–2, 2–6, 6–3           |
| Vítězka    | 2.  | 21. května 2000    | Antverpy, Belgie                           | antuka  | Sabine Appelmansová    | Jennifer Hopkinsová Petra Rampreová               | 6–1, 6–1                |
| Finalistka | 2.  | 30. října 2000     | Lipsko, Německo                            | koberec | Laurence Courtoisová   | Arantxa Sánchezová Vicariová Anne-Gaëlle Sidotová | 6–7(6–8), 7–5, 6–3      |
| Finalistka | 3.  | 4. března 2001     | Scottsdale, Spojené státy                  | tvrdý   | Meghann Shaughnessyová | Lisa Raymondová Rennae Stubbsová                  | bez boje                |
| Finalistka | 4.  | 18. června 2001    | 's-Hertogenbosch, Nizozemí                 | tráva   | Miriam Oremansová      | Ruxandra Dragomirová Naděžda Petrovová            | 7–6(7–5), 6–7(5–7), 6–4 |
| Finalistka | 5.  | 8. července 2001   | Wimbledon, Londýn, Spojené království      | tráva   | Ai Sugijamová          | Lisa Raymondová Rennae Stubbsová                  | 6–4, 6–3                |
| Finalistka | 6.  | 17. září 2001      | Tokio, Japonsko                            | tvrdý   | Ai Sugijamová          | Cara Blacková Liezel Huberová                     | 6–1, 6–3                |
| Vítězka    | 3.  | 12. srpna 2002     | Los Angeles, Spojené státy                 | tvrdý   | Jelena Dokićová        | Daniela Hantuchová Ai Sugijamová                  | 6–3, 6–3                |
| Vítězka    | 4.  | 27. října 2002     | Lucemburk, Lucembursko                     | tvrdý   | Janette Husárová       | Květa Peschkeová Barbara Rittnerová               | 4–6, 6–3, 7–5           |
| Vítězka    | 5.  | 12. ledna 2003     | Sydney, Austrálie                          | tvrdý   | Ai Sugijamová          | Conchita Martínezová Rennae Stubbsová             | 6–3, 6–3                |
| Vítězka    | 6.  | 16. února 2003     | Antverpy, Belgie (2)                       | koberec | Ai Sugijamová          | Nathalie Dechyová Émilie Loitová                  | 6–2, 6–0                |
| Vítězka    | 7.  | 2. března 2003     | Scottsdale, Spojené státy                  | tvrdý   | Ai Sugijamová          | Lindsay Davenportová Lisa Raymondová              | 6–1, 6–4                |
| Finalistka | 7.  | 15. března 2003    | Indian Wells, Spojené státy                | tvrdý   | Ai Sugijamová          | Lindsay Davenportová Lisa Raymondová              | 3–6, 6–4, 6–1           |
| Finalistka | 8.  | 11. května 2003    | Berlín, Německo                            | antuka  | Ai Sugijamová          | Virginia Ruanová Pascualová Paola Suárezová       | 6–3, 4–6, 6–4           |
| Vítězka    | 8.  | 8. června 2003     | French Open, Paříž, Francie                | antuka  | Ai Sugijamová          | Virginia Ruanová Pascualová Paola Suárezová       | 6–7, 6–2, 9–7           |
| Vítězka    | 9.  | 6. července 2003   | Wimbledon, Londýn, Spojené království      | tráva   | Ai Sugijamová          | Virginia Ruanová Pascualová Paola Suárezová       | 6–4, 6–4                |
| Vítězka    | 10. | 3. srpna 2003      | San Diego , Spojené státy                  | tvrdý   | Ai Sugijamová          | Lindsay Davenportová Lisa Raymondová              | 6–4, 7–5                |
| Vítězka    | 11. | 19. října 2003     | Curych, Švýcarsko                          | tvrdý   | Ai Sugijamová          | Virginia Ruanová Pascualová Paola Suárezová       | 7–6, 6–2                |
| Finalistka | 9.  | 10. listopadu 2003 | Turnaj mistryň, Los Angeles, Spojené státy | tvrdý   | Ai Sugijamová          | Virginia Ruanová Pascualová Paola Suárezová       | 6–4, 3–6, 6–3           |

## Chronologie výsledků dvouhry
| Turnaj                            | 1997                                    | 1998                                    | 1999                                    | 2000                                    | 2001                                    | 2002                                    | 2003                                    | 2004                                    | 2005                                    | 2006                                    | 2007                                    | 2008                                    | 2009                                    | 2010                                    | 2011                                    | 2012                                    | 2013-2019                               | 2020                                    | SR       | V–P     | % výher |
| --------------------------------- | --------------------------------------- | --------------------------------------- | --------------------------------------- | --------------------------------------- | --------------------------------------- | --------------------------------------- | --------------------------------------- | --------------------------------------- | --------------------------------------- | --------------------------------------- | --------------------------------------- | --------------------------------------- | --------------------------------------- | --------------------------------------- | --------------------------------------- | --------------------------------------- | --------------------------------------- | --------------------------------------- | -------- | ------- | ------- |
| Grand Slam                        |                                         |                                         |                                         |                                         |                                         |                                         |                                         |                                         |                                         |                                         |                                         |                                         |                                         |                                         |                                         |                                         |                                         |                                         |          |         |         |
| Australian Open                   | A                                       | A                                       | A                                       | 1R                                      | 4R                                      | SF                                      | SF                                      | F                                       | A                                       | SF                                      | SF                                      | A                                       | A                                       | 3R                                      | Vítěz                                   | SF                                      | A                                       | A                                       | 1 / 10   | 43–9    | 82,70   |
| French Open                       | A                                       | A                                       | A                                       | 1R                                      | F                                       | 3R                                      | F                                       | A                                       | 4R                                      | SF                                      | A                                       | A                                       | A                                       | A                                       | 2R                                      | A                                       | A                                       |                                         | 0 / 7    | 23–7    | 76,66   |
| Wimbledon                         | A                                       | A                                       | 4R                                      | 2R                                      | QF                                      | 2R                                      | SF                                      | A                                       | 4R                                      | SF                                      | A                                       | A                                       | A                                       | QF                                      | A                                       | 4R                                      | A                                       | NH                                      | 0 / 9    | 29–9    | 76,32   |
| US Open                           | A                                       | A                                       | 3R                                      | 2R                                      | QF                                      | 4R                                      | F                                       | A                                       | Vítěz                                   | A                                       | A                                       | A                                       | Vítěz                                   | Vítěz                                   | A                                       | 2R                                      | A                                       | 1R                                      | 3 / 10   | 38–7    | 84      |
| Výhry–prohry                      | 0–0                                     | 0–0                                     | 5–2                                     | 2–4                                     | 17–4                                    | 11–4                                    | 22–4                                    | 6–1                                     | 13–2                                    | 14–3                                    | 5–1                                     | 0–0                                     | 7–0                                     | 13–2                                    | 8–1                                     | 9–3                                     | 0–0                                     | 0–1                                     | 4 / 36   | 132–32  | 81      |
| WTA Tour Championships            |                                         |                                         |                                         |                                         |                                         |                                         |                                         |                                         |                                         |                                         |                                         |                                         |                                         |                                         |                                         |                                         |                                         |                                         |          |         |         |
| Turnaj mistryň                    | A                                       | A                                       | A                                       | QF                                      | SF                                      | Vítěz                                   | Vítěz                                   | A                                       | ZS                                      | SF                                      | A                                       | A                                       | A                                       | Vítěz                                   | A                                       | A                                       | A                                       | NH                                      | 3 / 7    | 19–7    | 73,08   |
| WTA Premier Mandatory Tournaments |                                         |                                         |                                         |                                         |                                         |                                         |                                         |                                         |                                         |                                         |                                         |                                         |                                         |                                         |                                         |                                         |                                         |                                         |          |         |         |
| Indian Wells                      | A                                       | A                                       | A                                       | 4R                                      | F                                       | 2R                                      | Vítěz                                   | 3R                                      | Vítěz                                   | A                                       | A                                       | A                                       | A                                       | 3R                                      | 4R                                      | A                                       | A                                       | NH                                      | 2 / 8    | 24–5    | 82,76   |
| Miami                             | A                                       | A                                       | A                                       | 4R                                      | 4R                                      | QF                                      | SF                                      | A                                       | Vítěz                                   | 2R                                      | 4R                                      | A                                       | A                                       | Vítěz                                   | QF                                      | 3R                                      | A                                       | NH                                      | 2 / 10   | 31–8    | 80.56   |
| Madrid                            | nekonal se                              | nekonal se                              | nekonal se                              | nekonal se                              | nekonal se                              | nekonal se                              | nekonal se                              | nekonal se                              | nekonal se                              | nekonal se                              | nekonal se                              | nekonal se                              | A                                       | A                                       | A                                       | A                                       | A                                       | NH                                      | 0 / 0    | 0–0     | 0       |
| Peking                            | nekonal se                              | nekonal se                              | nekonal se                              | nekonal se                              | nekonal se                              | nekonal se                              | nekonal se                              | ne jako Premier Mandatory               | ne jako Premier Mandatory               | ne jako Premier Mandatory               | ne jako Premier Mandatory               | ne jako Premier Mandatory               | A                                       | A                                       | A                                       | A                                       | A                                       | NH                                      | 0 / 0    | 0–0     | 0       |
| WTA Premier 5 Tournaments         |                                         |                                         |                                         |                                         |                                         |                                         |                                         |                                         |                                         |                                         |                                         |                                         |                                         |                                         |                                         |                                         |                                         |                                         |          |         |         |
| Dubaj                             | ne jako Premier 5                       | ne jako Premier 5                       | ne jako Premier 5                       | ne jako Premier 5                       | ne jako Premier 5                       | ne jako Premier 5                       | ne jako Premier 5                       | ne jako Premier 5                       | ne jako Premier 5                       | ne jako Premier 5                       | ne jako Premier 5                       | ne jako Premier 5                       | A                                       | A                                       | A                                       | NP5                                     | A                                       | NP5                                     | 0 / 0    | 0–0     | 0       |
| Řím                               | A                                       | A                                       | A                                       | A                                       | 2R                                      | SF                                      | Vítěz                                   | A                                       | A                                       | 3R                                      | A                                       | A                                       | A                                       | A                                       | A                                       | A                                       | A                                       |                                         | 1 / 4    | 9–3     | 75,00   |
| Cincinnati                        | nekonal se                              | nekonal se                              | nekonal se                              | nekonal se                              | nekonal se                              | nekonal se                              | nekonal se                              | ne jako Premier 5                       | ne jako Premier 5                       | ne jako Premier 5                       | ne jako Premier 5                       | ne jako Premier 5                       | QF                                      | Vítěz                                   | A                                       | A                                       | A                                       | A                                       | 1 / 2    | 8–1     | 88,89   |
| Kanada                            | A                                       | A                                       | A                                       | A                                       | A                                       | 3R                                      | 3R                                      | A                                       | Vítěz                                   | 2R                                      | A                                       | A                                       | 3R                                      | QF                                      | 2R                                      | A                                       | A                                       | NH                                      | 1 / 7    | 10–6    | 62,50   |
| Tokio                             | nehrála/nehrán jako Premier 5 (od 2014) | nehrála/nehrán jako Premier 5 (od 2014) | nehrála/nehrán jako Premier 5 (od 2014) | nehrála/nehrán jako Premier 5 (od 2014) | nehrála/nehrán jako Premier 5 (od 2014) | nehrála/nehrán jako Premier 5 (od 2014) | nehrála/nehrán jako Premier 5 (od 2014) | nehrála/nehrán jako Premier 5 (od 2014) | nehrála/nehrán jako Premier 5 (od 2014) | nehrála/nehrán jako Premier 5 (od 2014) | nehrála/nehrán jako Premier 5 (od 2014) | nehrála/nehrán jako Premier 5 (od 2014) | nehrála/nehrán jako Premier 5 (od 2014) | nehrála/nehrán jako Premier 5 (od 2014) | nehrála/nehrán jako Premier 5 (od 2014) | nehrála/nehrán jako Premier 5 (od 2014) | nehrála/nehrán jako Premier 5 (od 2014) | nehrála/nehrán jako Premier 5 (od 2014) | 0 / 0    | 0–0     | 0       |
| Celkové statistiky                |                                         |                                         |                                         |                                         |                                         |                                         |                                         |                                         |                                         |                                         |                                         |                                         |                                         |                                         |                                         |                                         |                                         |                                         |          |         |         |
| Odehrané turnaje                  | 1                                       | 4                                       | 11                                      | 17                                      | 22                                      | 21                                      | 21                                      | 6                                       | 17                                      | 14                                      | 5                                       | 0                                       | 4                                       | 11                                      | 8                                       | 7                                       | 0                                       | 3                                       | 171      | 171     | 171     |
| Tituly                            | 0                                       | 0                                       | 1                                       | 2                                       | 3                                       | 4                                       | 9                                       | 2                                       | 9                                       | 3                                       | 1                                       | 0                                       | 1                                       | 5                                       | 1                                       | 0                                       | 0                                       | 0                                       | 41       | 41      | 41      |
| Finále                            | 0                                       | 0                                       | 2                                       | 3                                       | 6                                       | 6                                       | 15                                      | 3                                       | 9                                       | 5                                       | 2                                       | 0                                       | 1                                       | 5                                       | 3                                       | 0                                       | 0                                       | 0                                       | 60       | 60      | 60      |
| Tvrdý v–p                         | 0–0                                     | 5–1                                     | 11–2                                    | 16–8                                    | 32–11                                   | 31–10                                   | 57–7                                    | 9–2                                     | 49–4                                    | 23–6                                    | 14–3                                    | 0–0                                     | 13–3                                    | 32–4                                    | 21–5                                    | 11–4                                    | 0–0                                     | 0–3                                     | 31 /     | 324–73  | 82      |
| Antuka v–p                        | 2–1                                     | 11–1                                    | 14–5                                    | 1–2                                     | 12–5                                    | 10–3                                    | 19–2                                    | 3–0                                     | 8–3                                     | 11–3                                    | 0–1                                     | 0–0                                     | 0–0                                     | 2–1                                     | 1–1                                     | 0–0                                     | 0–0                                     | 0–0                                     | 3 /      | 94–28   | 77      |
| Tráva v–p                         | 0–0                                     | 0–0                                     | 6–1                                     | 2–2                                     | 7–2                                     | 2–2                                     | 9–1                                     | 0–0                                     | 8–1                                     | 6–2                                     | 0–0                                     | 0–0                                     | 0–0                                     | 6–2                                     | 1–1                                     | 9–2                                     | 0–0                                     | 0–0                                     | 2 /      | 56–16   | 78      |
| Koberec v–p                       | 0–0                                     | 0–0                                     | 8–2                                     | 11–5                                    | 4–0                                     | 8–2                                     | 5–2                                     | 8–0                                     | 2–1                                     | 3–1                                     | 0–0                                     | 0–0                                     | 0–0                                     | 0–0                                     | 0–0                                     | 0–0                                     | 0–0                                     | 0–0                                     | 5 /      | 49–13   | 79,03   |
| Celkem v–p                        | 2–1                                     | 16–2                                    | 39–10                                   | 30–17                                   | 55–18                                   | 51–17                                   | 90–12                                   | 20–2                                    | 67–9                                    | 43–12                                   | 14–4                                    | 0–0                                     | 13–3                                    | 40–7                                    | 23–7                                    | 20–6                                    | 0–0                                     | 0–3                                     | 41 / 171 | 523–130 | 80      |
| % výher                           | 67 %                                    | 89 %                                    | 80 %                                    | 64 %                                    | 75 %                                    | 75 %                                    | 88 %                                    | 91 %                                    | 88 %                                    | 78 %                                    | 78 %                                    | –                                       | 81 %                                    | 85 %                                    | 77 %                                    | 77 %                                    | 0 %                                     | 0 %                                     | 80 %     | 80 %    | 80 %    |
| konečný žebříček                  | —                                       | 409.                                    | 47.                                     | 18.                                     | 5.                                      | 4.                                      | 2.                                      | 22.                                     | 2.                                      | 5.                                      | —                                       | —                                       | 18.                                     | 3.                                      | 13.                                     |                                         |                                         |                                         |          |         |         |

Statistiky výher a proher (V–P) zahrnují všechny zápasy uvedené na webových stránkách WTA Tour, včetně ženského okruhu ITF a utkání ve Fed Cupu.
| Legenda | Legenda                                   | Legenda | Legenda                     |
| ------- | ----------------------------------------- | ------- | --------------------------- |
| SR      | poměr vyhraných turnajů ku všem odehraným | W–L V–P | výhry–prohry                |
| NH      | daný rok se turnaj nekonal                | A       | turnaje se hráč nezúčastnil |
| 1Q / LQ | prohra v (kole) kvalifikace               | 1k / 1R | prohra v daném kole turnaje |
| QF / ČF | prohra ve čtvrtfinále                     | SF      | prohra v semifinále         |
| F       | prohra ve finále                          | Vítěz   | vítězství v turnaji         |

## Vzájemný poměr ve dvouhře
Seznam uvádí vzájemné poměry výher a proher vedvouhře mezi Kim Clijstersovou a tenistkami, které figurovaly na 10. místě žebříčku WTA ve dvouhře a výše:
- Justine Heninová, 13–12
- Francesca Schiavoneová, 12–0
- Jelena Dementěvová, 11–3
- Daniela Hantuchová, 10–1
- Lindsay Davenportová, 9–8
- Amélie Mauresmová, 8–7
- Chanda Rubinová, 7–0
- / Jelena Jankovićová, 8–1
- Světlana Kuzněcovová, 7–1
- Anastasija Myskinová, 7–3
- Věra Zvonarevová, 8–3
- Venus Williamsová, 7–6
- Magdalena Malejevová, 6–0
- Dinara Safinová, 6–2
- Patty Schnyderová, 6–3
- Ai Sugijamová, 6–3
- / Jelena Dokićová, 6–3
- Samantha Stosurová, 5–0
- Conchita Martínezová, 5–1
- Li Na, 6–2
- Maria Šarapovová, 5–4
- Martina Hingisová, 5–4
- Arantxa Sánchezová Vicariová, 4–0
- Amanda Coetzerová, 4–0
- / Ana Ivanovićová, 6–0
- Naděžda Petrovová, 4–1
- Anna Kurnikovová, 4–1
- Nathalie Tauziatová, 4–2
- Viktoria Azarenková, 4–3
- Alicia Moliková, 3–0
- Paola Suárezová, 3–0
- Caroline Wozniacká, 3–0
- Marion Bartoliová, 3–1
- Mary Pierceová, 3–1
- Jennifer Capriatiová, 3–3
- Nicole Vaidišová, 2–0
- Agnieszka Radwańská, 2–0
- Barbara Schettová, 2–1
- Anke Huberová, 2–1
- Petra Kvitová, 2–1
- Serena Williamsová, 2–7
- Anna Čakvetadzeová, 1–0
- Flavia Pennettaová, 1–0
- Iva Majoliová, 1–0
- Sandrine Testudová, 1–0
- Dominique Monamiová, 1–1
- Karina Habšudová, 0–1
- // Monika Selešová, 0–1
- Steffi Grafová, 0–1
- Angelique Kerberová, 0–1

- světové jedničky zvýrazněny tučně.

## Vzájemný poměr s hráčkami do 3. místa
Tabulka uvádí podrobné vzájemné poměry výher a proher podle povrchů mezi Kim Clijstersovou a tenistkami, které byly hodnoceny na prvním, druhém a třetím místě žebříčku WTA ve dvouhře.
| Soupeřka Clijstersové   | žebříček | celkem | % výher | tvrdý        | antuka       | tráva        | koberec      |
| ----------------------- | -------- | ------ | ------- | ------------ | ------------ | ------------ | ------------ |
| Steffi Grafová          | 1.       | 0–1    | 0 %     | 0–0          | 0–0          | 0–1          | 0–0          |
| / Monika Selešová       | 1.       | 0–1    | 0 %     | 0–1          | 0–0          | 0–0          | 0–0          |
| Arantxa Sánchez Vicario | 1.       | 4–0    | 100 %   | 2–0          | 0–0          | 0–0          | 2–0          |
| Martina Hingisová       | 1.       | 5–4    | 56 %    | 4–4          | 1–0          | 0–0          | 0–0          |
| Lindsay Davenportová    | 1.       | 9–8    | 53 %    | 9–3          | 0–1          | 0–2          | 0–2          |
| Jennifer Capriatiová    | 1.       | 3–3    | 50 %    | 2–1          | 1–1          | 0–0          | 0–1          |
| Venus Williamsová       | 1.       | 7–6    | 54 %    | 5–3          | 1–0          | 0–1          | 1–2          |
| Serena Williamsová      | 1.       | 2–7    | 22 %    | 1–7          | 0–0          | 0–0          | 1–0          |
| Justine Heninová        | 1.       | 13–12  | 52 %    | 8–4          | 1–5          | 2–3          | 2–0          |
| Amélie Mauresmová       | 1.       | 8–7    | 53 %    | 7–5          | 1–0          | 0–0          | 0–2          |
| Maria Šarapovová        | 1.       | 5–4    | 56 %    | 5–3          | 0–0          | 0–1          | 0–0          |
| / Ana Ivanovićová       | 1.       | 6–0    | 100 %   | 4–0          | 0–0          | 1–0          | 1–0          |
| / Jelena Jankovićová    | 1.       | 8–1    | 89 %    | 6–1          | 0–0          | 2–0          | 0–0          |
| Dinara Safinová         | 1.       | 6–2    | 75 %    | 3–1          | 1–1          | 0–0          | 2–0          |
| Caroline Wozniacká      | 1.       | 3–0    | 100 %   | 3–0          | 0–0          | 0–0          | 0–0          |
| Viktoria Azarenková     | 1.       | 4–3    | 57 %    | 4–2          | 0–0          | 0–1          | 0–0          |
| Petra Kvitová           | 2.       | 2–1    | 67 %    | 2–1          | 0–0          | 0–0          | 0–0          |
| Agnieszka Radwańská     | 2.       | 2–0    | 100 %   | 1–0          | 0–0          | 1–0          | 0–0          |
| Conchita Martínezová    | 2.       | 5–1    | 83 %    | 3–1          | 1–0          | 1–0          | 0–0          |
| Anastasija Myskinová    | 2.       | 7–3    | 70 %    | 5–0          | 2–0          | 0–1          | 0–2          |
| Světlana Kuzněcovová    | 2.       | 7–1    | 88 %    | 5–0          | 1–1          | 1–0          | 0–0          |
| Věra Zvonarevová        | 2.       | 8–3    | 73 %    | 5–2          | 0–0          | 3–1          | 0–0          |
| Mary Pierceová          | 3.       | 3–1    | 75 %    | 2–1          | 0–0          | 0–0          | 1–0          |
| Amanda Coetzerová       | 3.       | 4–0    | 100 %   | 2–0          | 0–0          | 1–0          | 1–0          |
| Nathalie Tauziatová     | 3.       | 4–2    | 67 %    | 3–2          | 0–0          | 1–0          | 0–0          |
| Naděžda Petrovová       | 3.       | 4–1    | 80 %    | 1–1          | 1–0          | 0–0          | 2–0          |
| Jelena Dementěvová      | 3.       | 11–3   | 79 %    | 7–1          | 2–1          | 0–0          | 2–1          |
| Celkem                  | –        | 140–75 | 65 %    | 99–44 (69 %) | 13–10 (57 %) | 13–11 (52 %) | 15–10 (60 %) |

## Finanční odměny na WTA Tour
Tabulka uvádí výdělek v jednotlivých sezónách a celkový finanční zisk k datu ukončení kariéry (září 2012).
| 1999   | 0       | 1       | 1       | 135 006    | 65.     |         |         |         |         |         |
| 2000   | 0       | 2       | 2       | 418 503    | 23.     |         |         |         |         |         |
| 2001   | 0       | 3       | 3       | 1 335 659  | 6.      |         |         |         |         |         |
| 2002   | 0       | 4       | 4       | 1 754 376  | 4.      |         |         |         |         |         |
| 2003   | 0       | 9       | 9       | 4 466 345  | 1.      |         |         |         |         |         |
| 2004   | 0       | 2       | 2       | 787 366    | 15.     |         |         |         |         |         |
| 2005   | 1       | 8       | 9       | 3 983 654  | 1.      |         |         |         |         |         |
| 2006   | 0       | 3       | 3       | 1 463 492  | 6.      |         |         |         |         |         |
| 2007   | 0       | 1       | 1       | 414 159    | 38.     |         |         |         |         |         |
| 2008   | nehrála | nehrála | nehrála | nehrála    | nehrála | nehrála | nehrála | nehrála | nehrála | nehrála |
| 2009   | 1       | 0       | 1       | 1 632 560  | 10.     |         |         |         |         |         |
| 2010   | 1       | 4       | 5       | 5 035 060  | 1.      |         |         |         |         |         |
| 2011   | 1       | 0       | 0       | 2 325 741  | 9.      |         |         |         |         |         |
| 2012*  | 0       | 0       | 0       | 684 683    | 19.     |         |         |         |         |         |
| Celkem | 4       | 37      | 41      | 24 442 340 | 3.      |         |         |         |         |         |